# Arabsat 2A
Arabsat 2A war ein Fernsehsatellit der Arab Satellite Communications Organization (ARABSAT) mit Sitz in Riad. Er gehörte zur 2. Generation der ARABSAT Satellitenflotte und wurde am 9. Juli 1996 gestartet. Seit Juni 2005 ist Arabsat 2A nicht mehr aktiv, er wurde auf eine Umlaufbahn (Friedhofsorbit) für ausrangierte Satelliten verschoben.

## Empfang
Die fast ausschließlich arabischsprachigen Programme, die über Arabsat 2A abgestrahlt wurden, waren in Nordafrika, dem Nahen Osten bzw. Mittleren Osten und auf dem Balkan zu empfangen.
Die Übertragung erfolgte im C- bzw. Ku-Band.